# Phyllis King
Pour les articles homonymes, voir King.
Phyllis Mudford (23 août 1905 - 27 janvier 2006) est une joueuse de tennis britannique de l'entre-deux-guerres. Elle est aussi connue sous son nom de femme mariée, Phyllis Mudford-King.
En 1931, elle s'est imposée en double dames à Wimbledon, associée à Dorothy Shepherd Barron.

## Palmarès (partiel)

### Titre en double dames
| No | Date       | Nom et lieu du tournoi      | Catégorie | Surface      | Partenaire       | Finalistes                 | Score         |          |
| -- | ---------- | --------------------------- | --------- | ------------ | ---------------- | -------------------------- | ------------- | -------- |
| 1  | 22-06-1931 | The Championships Wimbledon | G. Chelem | Gazon (ext.) | Dorothy Shepherd | Doris Metaxa Josane Sigart | 3-6, 6-3, 6-4 | Parcours |

### Finale en double dames
| No | Date       | Nom et lieu du tournoi      | Catégorie | Surface      | Vainqueures                  | Partenaire    | Score    |          |
| -- | ---------- | --------------------------- | --------- | ------------ | ---------------------------- | ------------- | -------- | -------- |
| 1  | 21-06-1937 | The Championships Wimbledon | G. Chelem | Gazon (ext.) | Simonne Mathieu Billie Yorke | Elsie Pittman | 6-3, 6-3 | Parcours |

## Parcours en Grand Chelem (partiel)
Si l’expression « Grand Chelem » désigne classiquement les quatre tournois les plus importants de l’histoire du tennis, elle n'est utilisée pour la première fois qu'en 1933, et n'acquiert la plénitude de son sens que peu à peu à partir des années 1950.

### En simple dames
| Année | Championnat d'Australie | Championnat d'Australie | Internationaux de France | Internationaux de France | Wimbledon       | Wimbledon       | US National   | US National  |
| ----- | ----------------------- | ----------------------- | ------------------------ | ------------------------ | --------------- | --------------- | ------------- | ------------ |
| 1928  | -                       | -                       | -                        | -                        | 3e tour (1/16)  | E. Harvey       | -             | -            |
| 1929  | -                       | -                       | -                        | -                        | 3e tour (1/16)  | Mary McIlquham  | -             | -            |
| 1930  | -                       | -                       | 3e tour (1/8)            | Helen Wills              | 1/4 de finale   | Helen Wills     | -             | -            |
| 1931  | -                       | -                       | -                        | -                        | 3e tour (1/16)  | Joan Ridley     | -             | -            |
| 1932  | -                       | -                       | -                        | -                        | 1er tour (1/64) | Hilde Sperling  | -             | -            |
| 1933  | -                       | -                       | -                        | -                        | 4e tour (1/8)   | Hilde Sperling  | -             | -            |
| 1934  | -                       | -                       | -                        | -                        | 4e tour (1/8)   | Dorothy Round   | -             | -            |
| 1935  | -                       | -                       | -                        | -                        | 4e tour (1/8)   | Simonne Mathieu | 1/2 de finale | Helen Jacobs |
| 1936  | -                       | -                       | -                        | -                        | 3e tour (1/16)  | J. Jędrzejowska | -             | -            |
| 1937  | -                       | -                       | -                        | -                        | 4e tour (1/8)   | Simonne Mathieu | -             | -            |
| 1938  | -                       | -                       | -                        | -                        | 2e tour (1/32)  | J. Jędrzejowska | -             | -            |
| 1939  | -                       | -                       | -                        | -                        | 2e tour (1/32)  | Simonne Mathieu | -             | -            |
| 1947  | -                       | -                       | -                        | -                        | 2e tour (1/32)  | Betty Lombard   | -             | -            |
| 1949  | -                       | -                       | -                        | -                        | 1er tour (1/64) | Joan Curry      | -             | -            |
| 1950  | -                       | -                       | -                        | -                        | 3e tour (1/16)  | A. McOstrich    | -             | -            |
| 1953  | -                       | -                       | -                        | -                        | 2e tour (1/32)  | Anne Shilcock   | -             | -            |

À droite du résultat, l’ultime adversaire.

### En double dames
| Année | Championnat d'Australie | Championnat d'Australie | Internationaux de France | Internationaux de France | Wimbledon                    | Wimbledon                   | US National | US National |
| ----- | ----------------------- | ----------------------- | ------------------------ | ------------------------ | ---------------------------- | --------------------------- | ----------- | ----------- |
| 1929  | -                       | -                       | -                        | -                        | 2e tour (1/16) Effie Hemmant | E. Harvey M. McIlquham      | -           | -           |
| 1930  | -                       | -                       | -                        | -                        | 3e tour (1/8) Gwen Sterry    | Betty Dix Elsa Haylock      | -           | -           |
| 1931  | -                       | -                       | -                        | -                        | Victoire D. Shepherd         | Doris Metaxa Josane Sigart  | -           | -           |
| 1932  | -                       | -                       | -                        | -                        | 1/4 de finale D. Shepherd    | Lolette Payot Muriel Thomas | -           | -           |
| 1933  | -                       | -                       | -                        | -                        | 2e tour (1/16) Helen Jacobs  | Mary Heeley Dorothy Round   | -           | -           |
| 1934  | -                       | -                       | -                        | -                        | 3e tour (1/8) Kay Stammers   | D. Andrus Sylvie Jung       | -           | -           |
| 1935  | -                       | -                       | -                        | -                        | 2e tour (1/16) E. Bennett    | Elsie Pittman Billie Yorke  | -           | -           |
| 1936  | -                       | -                       | -                        | -                        | 1/2 finale Joan Ingram       | Sarah Fabyan Helen Jacobs   | -           | -           |
| 1937  | -                       | -                       | -                        | -                        | Finale Elsie Pittman         | S. Mathieu Billie Yorke     | -           | -           |
| 1938  | -                       | -                       | -                        | -                        | 3e tour (1/8) Elsie Pittman  | Sarah Fabyan Alice Marble   | -           | -           |
| 1939  | -                       | -                       | -                        | -                        | 1/4 de finale E. Harvey      | Freda James Kay Stammers    | -           | -           |
| 1949  | -                       | -                       | -                        | -                        | 3e tour (1/8) Wendy Stork    | Joy Gannon Betty Hilton     | -           | -           |
| 1953  | -                       | -                       | -                        | -                        | 2e tour (1/16) Freda James   | V. Rigollet M. de Riba      | -           | -           |

Sous le résultat, la partenaire ; à droite, l’ultime équipe adverse.